# Emanuele Zonzini
Emanuele Zonzini (* 17. Februar 1994) ist ein san-marinesischer Automobilrennfahrer. Er startete 2013 in der GP3-Serie.

## Karriere
Zonzini begann seine Motorsportkarriere 2011 im Formelsport. Für Composit Motorsport startete er in der Formel Abarth. Zum letzten Saisonrennwochenende wechselte er zu Euronova Racing by Fortec. Zonzinis beste Einzelplatzierung war ein dritter Platz. Er wurde Zwölfter in der italienischen und 13. in der europäischen Wertung. 2012 blieb Zonzini bei Euronova Racing by Fortec in der Formel Abarth. Er gewann ein Rennen und stand neunmal auf dem Podium. Zonzini erreichte den dritten Platz in der italienischen und den fünften Platz in der europäischen Wertung, während sein Teamkollege Nicolas Costa beide Wertungen für sich entschied. Darüber hinaus nahm er für AV Formula an vier Rennen der alpinen Formel Renault teil.
Für die Saison 2013 erhielt Zonzini bei Trident Racing ein Cockpit in der GP3-Serie. Er blieb – im Gegensatz zu seinen Teamkollegen Giovanni Venturini und David Fumanelli – ohne Punkte und beendete die Saison auf dem 25. Gesamtrang.

## Karrierestationen
| - 2011: Formel Abarth, italienisch (Platz 12) - 2011: Formel Abarth, europäisch (Platz 13) | - 2012: Formel Abarth, italienisch (Platz 3) - 2012: Formel Abarth, europäisch (Platz 5) | - 2012: Alpine Formel Renault (Platz 30) - 2013: GP3-Serie (Platz 25) |

### Einzelergebnisse in der GP3-Serie
| Jahr | Team           | 1   | 2   | 3   | 4   | 5   | 6   | 7   | 8   | 9   | 10  | 11  | 12  | 13  | 14  | 15  | 16  | Punkte | Rang |
| ---- | -------------- | --- | --- | --- | --- | --- | --- | --- | --- | --- | --- | --- | --- | --- | --- | --- | --- | ------ | ---- |
| 2013 | Trident Racing | ESP | ESP | ESP | ESP | GBR | GBR | GER | GER | HUN | HUN | BEL | BEL | ITA | ITA | UAE | UAE | 0      | 25.  |
| 2013 | Trident Racing | 17  | DNF | 16  | 14  | 19  | DNF | 15  | 12  | DNF | DNF | DNF | 23  | 14  | 14  | 14  | 14  | 0      | 25.  |